# Gustavus Waltz
Pour les articles homonymes, voir Waltz.
Gustavus Waltz (fl. 1732-1759) était un chanteur d'opéra allemand (voix de basse) qui a collaboré avec Haendel. 
Tout comme Haendel lui-même, dont il aurait été le cuisinier, Waltz était d'origine allemande et naturalisé anglais. Leur collaboration a commencé en 1732. Il était chanteur, aussi bien choriste que soliste. 
Gustavus Waltz a chanté dans Arianna in Creta, Ariodante, Alcina et Atalanta. Il a chanté dans le chœur pour la dernière fois en 1754 lors d'une exécution du Messie.
Lors de son séjour à Londres en 1746, Gluck ayant fait la connaissance de Haendel à qui on voulait peut-être l'opposer, ce dernier aurait déclaré à son amie Mrs. Cibber (en)  que Gluck maîtrisait moins bien le contrepoint que son cuisinier (« Gluck knew no more of counterpoint than my cook Waltz »). Or, cette boutade a été mal interprétée puisque Gustavus Waltz était lui-même un musicien très compétent et, notamment, excellent contrapuntiste, comme le soulignent Martin L. Sokol (notes pour l'enregistrement Iphigenie in Aulis, 1975, RCA, dir. Kurt Eichhorn) ou Paul-Henry Lang (op.cit. p. 459).

## Source
- (en) Paul Henry Lang, George Frideric Handel, Mineola, New York, Dover Publications, Inc., 1994, 2e éd. (1re éd. 1966), 733 p. (ISBN 978-0-486-29227-4, lire en ligne)